# Barre (Vermont)
Barre ist eine Town im Washington County des Bundesstaates Vermont in den Vereinigten Staaten mit 7923 Einwohnern (laut Volkszählung von 2020).

## Geografie

### Geografische Lage
Barre liegt in einer Hochebene der Green Mountains und weist weder besondere Wasserläüfe noch bemerkenswerte Höhenzüge auf; das Gelände ist vorwiegend sanft hügelig ausgeformt.

### Nachbargemeinden
Alle Angaben als Luftlinien zwischen den offiziellen Koordinaten der Orte aus der Volkszählung 2010.
- Norden: East Montpelier, 5,2 km
- Nordosten: Plainfield, 8,8 km
- Osten: Orange, 14,3 km
- Südosten: Washington, 6,9 km
- Süden: Williamstown, 7,8 km
- Südwesten: Northfield, 24,1 km
- Westen: Berlin, 15,0 km
- Nordwesten: Montpelier, 11,1 km

Hinweis: Zwischen Barre, Montpelier und Northfield besteht keine gemeinsame Grenze; die beiden Ortschaften liegen aber derart nah an den Grenzen Barres, dass eine Aufnahme in diese Liste sinnvoll erscheint.

### Stadtgliederung
In Barre gibt es mehrere Siedlungsgebiete: South Barre, Websterville, Lower Websterville, Granitville, Upper Granitville und Wildersburg Common.

### Klima
|                       | Jan  | Feb  | Mär  | Apr  | Mai  | Jun  | Jul  | Aug  | Sep  | Okt  | Nov  | Dez  |   |       |
| Mittl. Tagesmax. (°C) | −3   | −2   | 2    | 10   | 18   | 23   | 25   | 24   | 19   | 13   | 5    | −1,1 | ⌀ | 11,1  |
| Mittl. Tagesmin. (°C) | −13  | −13  | −7   | 0    | 5    | 10   | 13   | 11   | 7    | 2    | −2   | −10  | ⌀ | 0,3   |
|                       |      |      |      |      |      |      |      |      |      |      |      |      |   |       |
| Niederschlag (mm)     | 60   | 56   | 63   | 64   | 81   | 67   | 77   | 96   | 76   | 71   | 79   | 72   | Σ | 862   |
|                       |      |      |      |      |      |      |      |      |      |      |      |      |   |       |
| Sonnenstunden (h/d)   | 9,9  | 11,0 | 12,5 | 14,0 | 15,4 | 16,1 | 15,7 | 14,5 | 13,0 | 11,4 | 10,1 | 9,5  | ⌀ | 12,8  |
|                       |      |      |      |      |      |      |      |      |      |      |      |      |   |       |
| Regentage (d)         | 13,0 | 11,2 | 11,3 | 12,6 | 12,9 | 12,4 | 12,4 | 11,7 | 10,4 | 12,3 | 14,0 | 14,4 | Σ | 148,6 |

| −13 |

| −13 |

| −7 |

| 0 |

| 5 |

| 10 |

| 13 |

| 11 |

| 7 |

| 2 |

| −2 |

| −10 |

| −13 |

| −13 |

| −7 |

| 0 |

| 5 |

| 10 |

| 13 |

| 11 |

| 7 |

| 2 |

| −2 |

| −10 |

Die mittlere Durchschnittstemperatur in Barre liegt zwischen −8 °C im Januar und 19 °C im Juli. Damit ist der Ort gegenüber dem langjährigen Mittel der USA um etwa 10 Grad kühler. Die Schneefälle zwischen Mitte Oktober und Mitte Mai liegen mit bis zu sechs Metern etwa doppelt so hoch wie die mittlere Schneehöhe in den USA, die tägliche Sonnenscheindauer liegt am unteren Rand des Wertespektrums der USA, im Zeitraum September bis Dezember sogar deutlich darunter.

## Geschichte
Ausgerufen am 6. November 1780 unter dem Namen Wildersburgh entwickelte sich die Town rasch zu einem gut erschlossenen Weide- und Farmland. Die fruchtbaren Böden und die gute Bewässerung des Landstrichs förderten neben den üblichen landwirtschaftlichen Produkten zum einen die Rinder- und Schafzucht (für 1840 wurden 2.826 Rinder und 8.997 Schafe verzeichnet), zum anderen auch die Errichtung von Wassermühlen, die diese Produkte veredelten und aufbereiteten. Sogar eine maschinelle Wollkämmerei ist für 1840 dokumentiert; damals keine Selbstverständlichkeit in Vermont.
Den Bewohnern des Ortes gefiel allerdings der Name ihrer town nicht. So kamen sie 1793 überein, den Namen zu ändern. Eine Bürgerversammlung wurde zu diesem Zweck einberufen, die aber zu keinem Ergebnis führte. Zwei Vorschläge, jeweils die Herkunftsorte zweier angesehener Bürger, blieben stimmgleich am Ende übrig. Die Entscheidung wurde schließlich durch einen Boxkampf gefällt; der Sieger bestimmte den Namen Barre (nach Barre in Massachusetts) als den neuen Namen der town. Seit dem 19. Oktober 1793 ist dies der offizielle Name der Gemeinde. Die Verwaltungsstruktur des Countys wurde bereits ein halbes Jahr zuvor, am 11. März 1793, eingerichtet.
In der überwiegend leicht gewellten Landschaft fielen zwei große Granitfelsen von Anfang an ins Auge: Cobble hill und Millstone hill. Beide Felsen steigen etwa 140 Meter aus ihrer Umgebung empor und bestehen aus einem sehr fein gegliederten, hellgrauen Granit. Eine Vielzahl von Steinbrüchen entstand auf diesen Blöcken, deren Produktion rasch in Vermont und – nachdem 1850 die Eisenbahn die Gemeinde erreichte – in den gesamten USA bekannt und beliebt wurde. So wurde zum Beispiel das State house im nahen Montpellier, dem Regierungssitz Vermonts, vollständig aus dem Granit dieser Steinbrüche errichtet.
Die Steinbrüche erwiesen sich in den folgenden Jahrzehnten als Anziehungspunkt für Immigranten aus diversen europäischen Ländern, so dass in Barre zum einen die Einwohnerzahlen stark stiegen (von etwa 2.000 im Jahr 1840 auf rund 10.000 im Jahr 1880), zum anderen die Spezialisten wie Bildhauern und Steinbrechern in der town bevorzugt sesshaft wurden. Barre wurde dadurch zum Zentrum der Granitproduktion Vermonts und ein wichtiger Lieferant für die gesamte USA.
Eine Gruppe italienischer Anarchisten, die als Fachleute aus Carrara kommend, dort nach einem Aufstand 1894 geflohen waren, ließ sich nieder. Der Bevölkerungszuwachs führte 1895 zur Gründung von Barre City als Ausgliederung des größten Siedlungskerns der town als selbständig verwaltete Gemeinde.
Mit dem wirtschaftlichen Einbruch durch die Weltwirtschaftskrise von 1929 brach auch der Markt für hochwertigen Granit zusammen. Die Steinbrüche wurden meistenteils geschossen; bis heute ist nur noch ein Einziger in dauerhaftem Betrieb: der Rock of Ages. Einige weitere Steinbrüche werden bei Bedarf in Betrieb genommen; die Anzahl von fest angestellten Arbeitern in den Steinbrüchen ist auf 79 gesunken. Heute ist die vorwiegende Industrie erneut die Landwirtschaft; doch auch heute sind noch viele steinverarbeitende Betriebe und Bildhauer in der City und der Town angesiedelt. Einige mittelständische Betriebe sowie eine Wagenfabrik der Firma Bombardier werden durch die Nähe des Wirtschaftszentrums Montpelier begünstigt und siedeln ebenfalls hier.

### Religionen
In der Town sind alle wichtigen christlichen Glaubensrichtungen Neuenglands durch eigene Gemeinden vertreten.

### Einwohnerentwicklung
| Jahr      | 1700 | 1710 | 1720 | 1730 | 1740 | 1750 | 1760 | 1770 | 1780 | 1790 |
| --------- | ---- | ---- | ---- | ---- | ---- | ---- | ---- | ---- | ---- | ---- |
| Einwohner |      |      |      |      |      |      |      |      |      | 76   |
| Jahr      | 1800 | 1810 | 1820 | 1830 | 1840 | 1850 | 1860 | 1870 | 1880 | 1890 |
| Einwohner | 919  | 1669 | 1955 | 2012 | 2126 | 1815 | 1839 | 1882 | 2060 | 6812 |
| Jahr      | 1900 | 1910 | 1920 | 1930 | 1940 | 1950 | 1960 | 1970 | 1980 | 1990 |
| Einwohner | 3346 | 4194 | 3862 | 4280 | 4052 | 4145 | 4580 | 6509 | 7090 | 7411 |
| Jahr      | 2000 | 2010 | 2020 | 2030 | 2040 | 2050 | 2060 | 2070 | 2080 | 2090 |
| Einwohner | 7602 | 7924 | 7923 |      |      |      |      |      |      |      |

## Wirtschaft und Infrastruktur

### Verkehr
Barre, die City und die Town, werden durch mehrere Schnellstraßen, darunter dem U.S. Highway 302, den Edward F. Knapp State Airport sowie die New England Central Railroad, die eine gemeinsame Station für Barre und Montpelier betreibt und mit einem Fernverkehrszug täglich bedient, erschlossen.

### Öffentliche Einrichtungen
In Barre sind neben den üblichen städtischen Einrichtungen und den öffentlichen Schulen bis zur Middle School keine zusätzlichen öffentlichen Einrichtungen vertreten. Das nächstgelegene Krankenhaus ist das Central Vermont Medical Center im benachbarten Berlin.

### Bildung
In Barre sind eine Grund- und Mittelschule, die Barre City Middle and Elementary School und die Spaulding High School als öffentliche Schulen verfügbar. Sie liegen in der City of Barre, die aber mit der Town of Barre eine gemeinsame Schulverwaltung betreibt. Zusätzlich bietet das Barre Technical Center, ebenfalls in der City, eine Berufsausbildung in technischen Berufen.

## Persönlichkeiten
Anmerkung: Wegen der fehlenden Unterscheidung in den Biographien, ob die hier aufgeführten Personen in der Town of Barre oder der City of Barre geboren wurden, sind diese Angaben in beiden Artikeln gleich.

### Söhne und Töchter der Stadt
- Socrates N. Sherman (1801–1873), Politiker und Vertreter Vermonts im US-Repräsentantenhaus
- Emeline Meaker (1838–1883), Mörderin, wurde als erste Frau in Vermont gehängt
- Deane C. Davis (1900–1990), Politiker und Gouverneur Vermonts
- Charles Poletti (1903–2002), Politiker und Gouverneur des Bundesstaates New York
- William Bradford (1905–1959), Kameramann in Hollywood
- James F. Milne (* 1950), Politiker und Anwalt, der Vermont Secretary of State war
- Phil Scott (* 1958), Politiker und Vizegouverneur Vermonts
- Miranda July (* 1974), Künstlerin
- Elizabeth Stephen (* 1987), Skilangläuferin

### Persönlichkeiten, die vor Ort gewirkt haben
- James Fisk (1763–1844), Jurist und Vertreter Vermonts im US-Kongress; Rechtsanwalt in Barre
- Lucius Benedict Peck (1802–1866), Jurist und Vertreter Vermonts im US-Repräsentantenhaus; Rechtsanwalt in Barre
- J. Ward Carver (1881–1942), Jurist und Politiker, der Vermont Attorney General war